# دوت ريتشاردسون
دوت ريتشاردسون (بالإنجليزية: Dot Richardson)‏ هي لاعبة كرة لينة أمريكية، ولدت في 22 سبتمبر 1961 في أورلاندو في الولايات المتحدة.

## وصلات خارجية
- الموقع الرسمي
- دوت ريتشاردسون على موقع أوليمبيديا (الإنجليزية)
- دوت ريتشاردسون على موقع قاعة فلوريدا للمشاهير الرياضية (الإنجليزية)
- دوت ريتشاردسون على موقع IMDb (الإنجليزية)
- دوت ريتشاردسون على موقع IMDb (الإنجليزية)
- دوت ريتشاردسون على موقع الموسوعة البريطانية (الإنجليزية)